# Hellen Obiri
Hellen Onsando Obiri (Kisii, 13 dicembre 1989) è una maratoneta e mezzofondista keniota, campionessa mondiale dei 5000 metri piani a Londra 2017 e Doha 2019, campionessa mondiale indoor dei 3000 metri piani a Istanbul 2012, vincitrice della Maratona di New York (2023) e della maratona di Boston (2023 e 2024).
A livello olimpico, Obiri si è aggiudicata l'argento nei 5000 metri piani sia a Rio de Janeiro 2016 che a Tokyo 2020. A Parigi 2024, invece, ha vinto la medaglia di bronzo nella maratona. 

## Progressione

### 1500 metri piani
| Stagione | Tempo   | Luogo     | Data      | Rank. Mond. |
| -------- | ------- | --------- | --------- | ----------- |
| 2018     | 3'58"88 | Londra    | 22-7-2018 |             |
| 2017     | 4'00"44 | Londra    | 9-7-2017  |             |
| 2016     | 3'59"34 | Shanghai  | 14-5-2016 | 8ª          |
| 2014     | 3'57"05 | Eugene    | 31-5-2014 | 2ª          |
| 2013     | 3'58"58 | Eugene    | 1-6-2013  | 4ª          |
| 2012     | 3'59"68 | Roma      | 31-5-2012 | 6ª          |
| 2011     | 4'02"42 | Bruxelles | 16-9-2011 | 14ª         |

## Palmarès
| Anno | Manifestazione           | Sede           | Evento         | Risultato | Prestazione | Note                          |
| ---- | ------------------------ | -------------- | -------------- | --------- | ----------- | ----------------------------- |
| 2011 | Giochi mondiali militari | Rio de Janeiro | 800 m piani    | Bronzo    | 2'01"86     |                               |
| 2011 | Mondiali                 | Taegu          | 1500 m piani   | 10ª       | 4'20"23     |                               |
| 2012 | Mondiali indoor          | Istanbul       | 3000 m piani   | Oro       | 8'37"16     |                               |
| 2012 | Giochi olimpici          | Londra         | 1500 m piani   | 8ª        | 4'16"57     |                               |
| 2013 | Mondiali                 | Mosca          | 1500 m piani   | Bronzo    | 4'03"86     |                               |
| 2014 | Mondiali indoor          | Sopot          | 3000 m piani   | Argento   | 8'57"72     |                               |
| 2014 | World Relays             | Nassau         | 4×1500 m       | Oro       | 16'33"58    | Record mondiale               |
| 2014 | Giochi del Commonwealth  | Glasgow        | 1500 m piani   | 6ª        | 4'10"84     |                               |
| 2014 | Campionati africani      | Marrakech      | 1500 m piani   | Oro       | 4'09"53     |                               |
| 2016 | Giochi olimpici          | Rio de Janeiro | 5000 m piani   | Argento   | 14'29"77    | Miglior prestazione personale |
| 2017 | Mondiali                 | Londra         | 5000 m piani   | Oro       | 14'34"86    |                               |
| 2018 | Mondiali indoor          | Birmingham     | 3000 m piani   | 4ª        | 8'49"66     |                               |
| 2018 | Giochi del Commonwealth  | Gold Coast     | 5000 m piani   | Oro       | 15'13"11    |                               |
| 2018 | Campionati africani      | Asaba          | 5000 m piani   | Oro       | 15'47"18    |                               |
| 2019 | Mondiali di cross        | Aarhus         | Corsa seniores | Oro       | 36'14"      |                               |
| 2019 | Mondiali di cross        | Aarhus         | A squadre      | Argento   | 25 p.       |                               |
| 2019 | Mondiali                 | Doha           | 5000 m piani   | Oro       | 14'26"72    | Record dei campionati         |
| 2019 | Mondiali                 | Doha           | 10000 m piani  | 5ª        | 30'35"82    | Miglior prestazione personale |
| 2021 | Giochi olimpici          | Tokyo          | 5000 m piani   | Argento   | 14'38"36    |                               |
| 2021 | Giochi olimpici          | Tokyo          | 10000 m piani  | 4ª        | 30'24"27    | Miglior prestazione personale |
| 2022 | Mondiali                 | Eugene         | 10000 m piani  | Argento   | 30'10"02    | Miglior prestazione personale |
| 2024 | Giochi olimpici          | Parigi         | Maratona       | Bronzo    | 2h23'10"    | Miglior prestazione personale |

## Campionati nazionali
2011
- Oro ai campionati kenioti, 1500 m piani - 4'08"68

2012
- Oro ai campionati kenioti, 1500 m piani - 4'07"4 m

2013
- Oro ai campionati kenioti, 1500 m piani - 4'05"3 m

2014
- Oro ai campionati kenioti, 1500 m piani - 4'04"97

2018
- Oro ai campionati kenioti, 5000 m piani - 15'09"82

2019
- Argento ai campionati kenioti, 10000 m piani - 31'25"38
- Oro ai campionati kenioti di corsa campestre - 33'15"

## Altre competizioni internazionali
2011
- 8ª allo Dakar Meeting Grand Prix IAAF ( Dakar), 800 m - 2'09"12
- 4ª allo Meeting di Rabat ( Rabat), 1500 m piani - 4'08"56

2012
- Argento al Birmingham Indoor Grand Prix ( Birmingham), 3000 m - 8'35"35
- 4ª allo Shanghai Diamond League ( Shanghai), 1500 m piani - 4'03"15
- Argento al Golden Gala Pietro Mennea ( Roma), 1500 m piani - 3'59"68
- 4ª ai Bislett Games ( Oslo), 1500 m piani - 4'04"42

2013
- Argento al New York Grand Prix ( New York), 1500 m piani - 4'04"84
- Bronzo al Memorial Van Damme ( Bruxelles), 1500 m piani - 4'06"92

2014
- 4ª in Coppa continentale ( Marrakech), 1500 m piani - 4'08"15

2016
- Argento allo Shanghai Golden Grand Prix ( Shanghai), 1500 m piani - 3'59"34

2017
- Oro al Campaccio ( San Giorgio su Legnano) - 18'32"
- Vincitrice del World Athletics Indoor Tour nella specialità dei 3000 m piani
- Oro ai London Anniversary Games ( Londra), miglio - 4'16"56
- Vincitrice della Diamond League nella specialità dei 3000 / 5000 m piani

2018
- Bronzo al Birmingham Grand Prix ( Birmingham), 3000 m piani - 8'36"26
- Bronzo in Coppa continentale ( Ostrava), 3000 m piani - 8'36"20
- Argento alla San Silvestre Vallecana ( Madrid) - 29'59"
- Vincitrice della Diamond League nella specialità dei 3000 / 5000 m piani

2019
- Oro ai London Anniversary Games ( Londra), 5000 m piani - 14'20"36
- Oro alla Great Manchester Run ( Manchester) - 31'23"
- Oro alla Doha Diamond League ( Doha), 3000 m piani - 8'25"60

2020
- Oro all'Herculis ( Monaco), 5000 m piani - 14'22"12
- Oro al Doha Diamond League ( Doha), 3000 m piani - 8'22"54

2021
- Bronzo al Memorial Van Damme ( Bruxelles), 5000 m piani - 14'26"23
- Oro ai Bislett Games ( Oslo), 5000 m piani - 14'26"38
- Bronzo al Prefontaine Classic ( Eugene), 2 miglia - 9'14"55

2022
- Argento alla Mezza maratona di Ras Al Khaimah ( Ras Al Khaimah) - 1h04'22"
- 6ª alla Maratona di New York ( New York) - 2h25'49"
- Oro alla Mezza maratona di Istanbul ( Istanbul) - 1h04'48"
- Oro alla Great Manchester Run ( Manchester) - 30'15"
- Argento alla World 10K Bangalore ( Bangalore) - 30'44"
- Oro alla Great North Run ( Newcastle) - 1h07'05"
- Oro alla Mezza maratona di Bang Saen ( Chonburi) - 1h07'45"

2023
- Oro alla Mezza maratona di Ras Al Khaimah ( Ras Al Khaimah) - 1h05'05"
- Oro alla Mezza maratona di New York ( New York) - 1h07'21"
- Argento alla New York Mini 10K ( New York), 10Km - 30'19"
- Oro alla Boston 10K ( Boston), 10Km - 31'21"
- Oro alla Maratona di New York ( New York) - 2h27'23"
- Oro alla Maratona di Boston ( Boston) - 2h21'38"
- Oro alla Great Manchester Run ( Manchester) - 31'14"

2024
- Argento alla Maratona di New York ( New York) - 2h24'49"
- Oro alla Maratona di Boston ( Boston) - 2h22'37"
- Argento alla Mezza maratona di Houston ( Houston) - 1h06'07"